# Сан-Себаштиан (Сетубал)
Сан-Себаштиан (порт. São Sebastião) — район (фрегезия) в Португалии, входит в округ Сетубал. Является составной частью муниципалитета Сетубал. Находится в составе крупной городской агломерации Большой Лиссабон. По старому административному делению входил в провинцию Эштремадура. Входит в экономико-статистический субрегион Полуостров Сетубал, который входит в Лиссабонский регион. Население составляет 59 000 человек на 2007 год. Занимает площадь 19,64 км².